# Mikhaïl Vàsxenko-Zakhàrtxenko
Mikhaïl Iegórovitx Vàsxenko-Zakhàrtxenko (1825-1912) va ser un matemàtic rus.
Va estudiar a la universitat de recent fundada Kíev; després va anar a França, on va estudiar a la Sorbona i al Collège de France. En retornar, va anar a estudiar a la universitat de Kazan que tenia com a rector a Lobatxevski, qui havia fet una profunda renovació del estudis.
El 1855 retorna a Kiev, on dona classes a l'acadèmia de cadets fins al 1862. El 1863 és nomenat professor de la universitat de Kiev, àrrec que mantindrà fins a la seva retirada de la docència el 1902.
Vashchenko-Zakharchenko va treballar sobre tot en geometria no euclidiana i funcions de variable complexa. També va ser el primer en publicar en rus un llibre de text de teoria de la probabilitat.
A més dels seus treballs en matemàtiques pures, també va dedicar-se al estudi de la història de les matemàtiques, publicant el 1880 una edició del Elements d'Euclides i el 1883 una Història de les Matemàtiques fins al Renaixement.